# Rosenbach-Semonsches Gesetz
Das Rosenbach-Semonsche Gesetz beschreibt eine Gesetzmäßigkeit bei der Entwicklung einer Stimmbandlähmung.
Aufgrund einer von Ottomar Rosenbach 1880 beschriebenen Stimmbandlähmung durch Speiseröhrenkrebs, bei der zuerst eine „Adduktionsstellung“ und später eine „Kadaverstellung“ der Stimmlippen gefunden wurde und gestützt auf eigene Beobachtungen bei Stimmbandlähmungen hat Felix Semon 1897 ein Gesetz veröffentlicht: „Bei organisch-progressiven Erkrankungen der Wurzeln und Stämme des Accessorius, Vagus und Recurrens erliegen die Erweitererfasern früher als die Verengererfasern oder selbst ausschließlich.“ Als Ursache nimmt Semon eine größere Empfindlichkeit der „Erweitererfasern“ an, also jener Nervenfasern, die die Öffnung des Kehlkopfes steuern.
Nach dem „Rosenbach-Semonschen Gesetz“ entspricht die Medianstellung des Stimmbandes einer beginnenden Lähmung, die zuerst den besonders empfindlichen Musculus cricoarytaenoideus posterior (kurz: M. posticus) oder die ihn versorgenden Nerven betrifft. Bei fortschreitender Lähmung werden auch die Glottisschließer involviert, woraus sich eine Intermediärstellung des Stimmbandes als Ausdruck der kompletten Lähmung ergibt.
Die Befunde bei Patienten nach Strumektomie, bei denen als Komplikation nicht selten eine bleibende Paramedianstellung zu finden ist, sowie Durchtrennungsversuche am Nervus vagus an verschiedenen Stellen widersprechen dem „Rosenbach-Semonschen Gesetz“, das heute nicht mehr als gültig angesehen wird.